# Відрадний (струмок)
Це стаття про струмок Відрадний. Ця назва має також інші значення

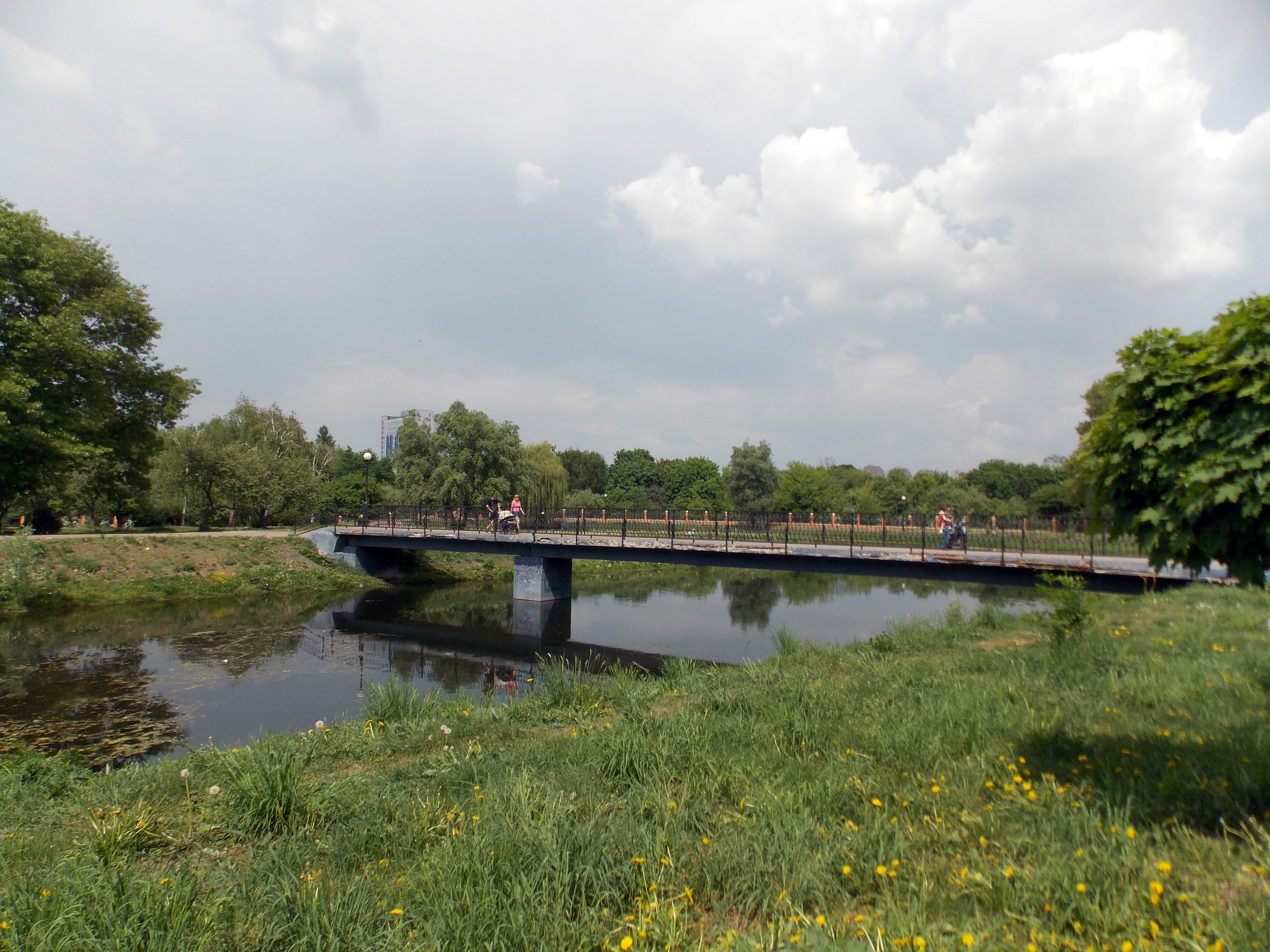
Ставок на струмку у Відрадному парку

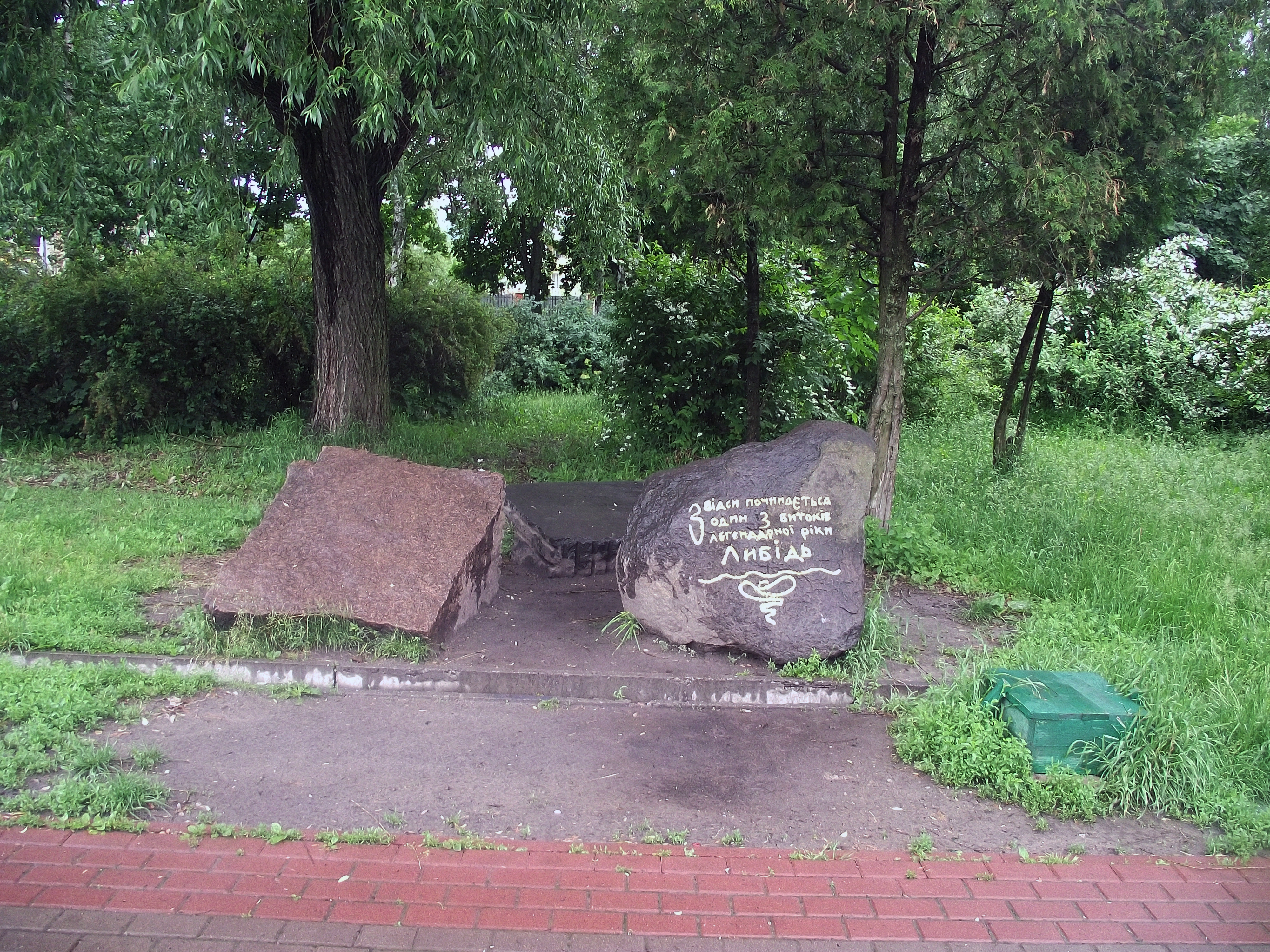
Знак на місці витоку струмка — пам'ятка «Виток річки Либідь»

Відрадний — струмок у Києві, в місцевості Відрадний, права притока Либеді.
Протяжність струмка ймовірно не перевищує 1 км. Протікає частково парком «Відрадний», де на ньому влаштовано ставок, в північно-східній частині парку впадає у Либідь.
Повністю взятий у колектор.